# آب‌انبار حاج رفیع
آب‌انبار حاج رفیع مربوط به دوره قاجار است و در بیرجند، حاشیه خیابان اصلی، مجاورت مسجد جامع واقع شده و این اثر در تاریخ ۲۵ اسفند ۱۳۷۹ با شمارهٔ ثبت ۳۴۷۳ به‌عنوان یکی از آثار ملی ایران به ثبت رسیده است.